# 列夫·舍斯托夫
列夫·舍斯托夫 (英語：Lev Isaakovich Shestov, 1866年2月12日—1938年11月19日)，出生名為Yeguda Leib Shvartsman (俄语：Иегуда Лейб Шварцман)，是一位來自於俄罗斯的、擁護存在主义的神學哲学家。

## 生平
1866年出生于俄罗斯帝国基辅的一个犹太家庭，在莫斯科国立大学学习哲学和数学，后来退学返回基辅，在基辅大学又因为论文涉及革命倾向而中断。十月革命后被迫流浪法国，1938年客死巴黎。

## 思想
列夫·舍斯托夫的哲學思想深受著名神學家齊克果的神學思想所影響。列夫·舍斯托夫奉信信仰主義，他認為信仰的價值高於理據的價值，而全能的上帝更是超然於真理和矛盾律之上。
與著名作家杜斯妥耶夫斯基相似，列夫·舍斯托夫對源自於西方的哲學思想普遍持負面看法。

## 評價

### 中立評價
北京大學副教授徐鳳林博士在其被發表於2004年的文章〈理性自由与神性自由——  论舍斯托夫的自由思想〉中表示他認為列夫·舍斯托夫的哲學思想有不少獨特之處，但其對理性主義的抨擊只適用於古典理性主義 而非理性主義興起於近代的分支，此外, 列夫·舍斯托夫在其作品中對不少哲學家的描寫有不少誇大之處，著名哲學家胡塞爾亦曾因此而當面批評列夫·舍斯托夫。

## 爭議
雖然列夫·舍斯托夫的哲學思想建基於基督敎教義，但是他的哲學思想亦受到經常抨擊基督敎的著名哲學家弗里德里希·尼采的哲學思想所影響。著名哲學家喬治·巴代伊曾在列夫·舍斯托夫的引介下閱讀尼采與杜斯妥耶夫斯基的作品，並且可能因此而棄絶天主教，後來更成為了一個熱衷於褻瀆神靈的放蕩主義者。

## 批評
列夫·舍斯托夫認為上帝超然於真理和現實之上，但有意見認為如果這個説法是正確的，那麼它本身就是真理和現實的一部份，這會是自相矛盾的。生活於十七世紀的著名政治神學家胡果·格老秀斯曾經表示他認為連全能者的旨意也無法改變自然法。

## 延伸阅读
- （法文） Geneviève Piron :  Léon Chestov, philosophe du déracinement, Éditions L'Âge d'Homme, 2010 (ISBN 978-2-8251-3976-9).